# Batalla del monte Tumbledown
La Batalla del Monte Tumbledown fue un enfrentamiento durante la Guerra de las Malvinas, que tuvo lugar durante el avance británico hacia Puerto Argentino/Stanley.
El 13 de junio de 1982 la 5.ª Brigada de Infantería del Ejército Británico lanzó en ataque en horas nocturnas sobre la altura de Tumbledown que sorprendió a los argentinos.
La situación en las vecinas alturas de Wireless Ridge empeoró con el transcurso de la noche y finalmente el comandante del Batallón de Infantería de Marina N.º 5 se replegó en dirección a Sapper Hill debido a la amenaza que de un flanqueo de más de 100 paracaidistas y blindados enemigos sobre su puesto de comando en Moody Brook. A las 07:00, el cuartel general de la X Brigada ordenó erróneamente a la Compañía Nácar en Tumbledown replegarse a Sapper Hill debido al alto número de bajas que había sufrido. En la retirada los soldados argentinos se vieron obligados a enfrentarse solos al resto de los soldados británicos que defendían la cumbre y que atacaban constantemente. Cuando los mandos argentinos se percataron del error, solo quedaban en pie cuarenta refuerzos de la Compañía Piribebuy al mando del teniente primero Raúl Daniel Abella que resistían los ataques británicos.

## Despliegue de la Compañía Nácar
La Compañía Nácar del BIM 5, al mando del Teniente de Navío Villarraza, fue destacada a defender un sector que comprendía una zona entre el valle de Moody Brook y las costas existentes al sur de Monte William.
- La 1.ª Sección, a cargo del guardiamarina Bianchi, se ubicaba a quinientos metros al sudoeste de Monte William.
- La 2.ª Sección, a cargo del guardiamarina Oruezabala, se ubicaba un poco más hacia el noroeste de la 1.ª Sección.
- La 3.ª Sección, a cargo del suboficial Segundo Lucero, se ubicaba al norte de monte Tumbledown, sobre su extremo este. El flanco izquierdo de esta sección estaba muy próximo al Puesto Comando de Compañía.
- La 4.ª Sección, a cargo del Teniente de Corbeta Carlos Daniel Vázquez, se ubicaba en el extremo oeste de Tumbledown, con su sector de responsabilidad apuntando hacia el oeste y hacia el sur.
- La 5.ª Sección, a cargo del teniente de corbeta Héctor Omar Miño, se encontraba en el extremo oeste de Tumbledown, a espaldas de la 4.ª Sección, dando frente hacia el oeste y hacia el norte.

Estaba ubicada por detrás de la 1.ª Sección. Los obuses de 105 mm, divididos, un grupo en el extremo izquierdo de la 1.ª Sección y el otro, en el extremo derecho de la 3.ª Sección. Los morteros de sesenta milímetros de calibre se encontraban entre la 4.ª Sección y el puesto comando de compañía.

### Despliegue de la 4.ª Sección
La 4.ª Sección de la Compañía Nácar estaba localizada en el extremo oeste del monte Tumbledown. Su frente apuntaba hacia el sur, siendo la finalidad de esa localización batir con fuegos de flanco al valle que quedaba a su frente. Aproximadamente mil o mil quinientos metros hacia retaguardia se localizaban la 1.ª Sección de la Compañía Nácar y la 2.ª Sección de la Compañía Nácar.
La Sección tenía un frente de aproximadamente ciento cincuenta o doscientos metros y su extremo derecho viraba hacia el oeste, cubriendo ese sector en el extremo de la altura. Tenía una profundidad de aproximadamente cincuenta metros incluyendo una posición de cambio ubicada justo a su retaguardia en la cresta topográfica de Tumbledown, aproximadamente a treinta o cincuenta metros respecto a la posición principal.
Contaba inicialmente con dos grupos de tiradores y un pelotón comando. Cada grupo de tiradores estaba compuesto por diez hombres. El grupo de la izquierda quedó directamente al mando del teniente de corbeta Vázquez, ya que el suboficial segundo Fochesatto pasó a desempeñarse solamente como radio operador del mencionado teniente. El otro grupo estuvo al mando del suboficial segundo Julio Saturnino Castillo en el sector Oeste —grupo de la derecha—. El grupo de la izquierda tenía una pieza de mortero de sesenta milímetros y una ametralladora MAG. El grupo de la derecha tenía un fusil FAP y una ametralladora MAG. El resto del personal tenía fusiles FAL. El Pelotón Comando Sección estaba integrado por el cabo segundo Amilcar Tejada y dos conscriptos provenientes del Batallón de Comunicaciones N.º 1.
La posición defensiva constaba de una posición principal —la descrita— y la posición de cambio indicada, además de una considerable cantidad de «pozos de zorro» que se transformaron en posiciones de cambio, suplementarias o simuladas. Estos pozos eran producto de obras naturales, impactos de la artillería, etcétera.
Aproximadamente cinco días antes del 14 de junio, se conformó la 5.ª Sección de la Compañía Nácar al mando del teniente de corbeta Miño y personal de Ingenieros Anfibios. Esta Sección ocupó una posición defensiva en la cresta topográfica del extremo oeste de Tumbledown, apuntando hacia el norte y casi cerrando con su extremo izquierdo, el terreno que la separaba del extremo derecho. La distancia que separaba a la 5.ª Sección de la 4.ª Sección variaba entre los veinte y los cincuenta metros, estando ambas «espalda con espalda».
A partir del 12 de junio, la 4.ª Sección pasó a estar reforzada por la incorporación de aproximadamente veinte conscriptos del Ejército Argentino, un cabo y el subteniente Oscar Augusto Silva. Todo este personal provenía de los RI 12 y RI 4. El teniente Vázquez designó al subteniente Silva jefe de un pelotón de cinco hombres del Ejército, que ocuparon las posiciones centrales de la posición de cambio en la retaguardia —en la cresta topográfica, a escasos veinte metros de la 5.ª Sección—, y su misión era cubrir por el fuego el repliegue de la 4.ª Sección en caso de que no pudieran sostener la posición principal.
En los últimos días antes del combate, la 4.ª y 5.ª Sección coordinaron lo siguiente:
- Iniciado el combate, resistirían ambos en sus posiciones principales. Si alguna no podía mantenerse en la posición principal, ambas se replegarían hacia la posición de cambio en la cresta topográfica de Monte Tumbledown —treinta metros a retaguardia— cubierto por el fuego del pelotón del subteniente Silva.
- En la cresta topográfica, ambas Secciones, prácticamente espalda con espalda, intentarían mantener el extremo oeste de Tumbledown. Si no lo lograban, ambos se replegarían hacia el puesto comando de la Compañía Nácar localizado en el extremo este de Tumbledown, aproximadamente a mil ochocientos metros hacia retaguardia. Se coordinó explícitamente que ninguna de las dos secciones se replegaría sin la otra.

El día previo al combate se hicieron algunas modificaciones:
- El cabo Tejada pasó a ocupar una posición en la ametralladora de la derecha como jefe de la misma.
- El suboficial Fochesatto pasó a desempeñarse como radio operador, dentro del pozo de zorro del comando de sección, tomando el teniente de corbeta Carlos Daniel Vázquez el mando directo sobre el grupo —aparte de ser el jefe de sección—.
- Los efectivos del Ejército —a excepción del subteniente Silva y los cinco conscriptos que ocuparon la posición a retaguardia— fueron distribuidos a lo largo de la posición principal defensiva, sumándose dentro de los dos grupos de tiradores de la 4.ª Sección.[12]

La sección estaba integrada por treinta infantes de marina, pero al momento de iniciarse el combate solo había veintisiete, ya que tres habían sido evacuados los días previos por heridas que sufrieron durante los bombardeos ingleses. A esto hay que sumarle al subteniente Silva, un cabo del Ejército y quince conscriptos —el resto del personal del Ejército fue evacuado por no tener más munición remanente o estar incapacitado para seguir combatiendo—. En total eran cuarenta y cuatro hombres en la posición de Vázquez.

## Combate de la Compañía Obra en William
Una vez desplegados los británicos, el combate se dividió en distintas fases:
- Ataque de distracción en las laderas del Monte William.
- Ataque de la Compañía Flanco Izquierdo y la Compañía G sobre la saliente oeste del Monte Tumbledown.
- Ataque de la Compañía Flanco Derecho que se proyectaría hasta la saliente este de Tumbledown.

El esquema defensivo argentino estaba preparado para enfrentarse a un ataque enemigo cuyo eje se debería encontrar al sur del cerro. Por ello los británicos prepararon un ataque de distracción en ese sentido con el Pelotón de Reconocimiento al mando del mayor Richard Bethell reforzados por ingenieros reales y apoyados por cuatro tanques livianos a cargo del teniente Mark Coreth. La aproximación se iniciaría al ponerse el sol para que los argentinos no pudieran percibir la magnitud del ataque ni reforzar rápidamente Monte Tumbledown.
Este pelotón encontró resistencia en las posiciones adelantadas de la Compañía Obra en las laderas del Monte William, y el feroz intercambio de fuego de dos horas de duración le costó la vida a dos británicos —cabo John Pashley y sargento Daniel Wright— y cuatro fueron heridos. Previo a entrar en combate con los argentinos en las laderas del Monte William, uno de los tanques Scorpion fue puesto fuera de acción por una trampa explosiva plantada por los ingenieros anfibios argentinos.
Temiendo un contraataque, el mayor Bethell ordenó al pelotón británico retirarse; se encontraron dentro de un campo minado y se vieron obligados a abandonar su equipamiento. Hubo dos británicos heridos cubriendo la retirada y cuatro más por minas. Las explosiones alertaron al pelotón al mando del suboficial Elvio Ángel Cuñé en Monte William que abrió fuego con sus morteros de ochenta y uno milímetros. El bombardeo argentino duró unos cuarenta minutos. Más bajas británicas se habrían producido si no fuera por la turba blanda que absorbió la mayor parte de las explosiones. Finalizado el combate los ingenieros anfibios realizaron un reconocimiento en el lugar del enfrentamiento y un artículo escrito en la posguerra de Malvinas afirmaría que:

Los galeses … se encontraron envueltos en un campo minado de dos piernas una que se proyectaba hacia el mar, y otra hacia las montañas. Estaban bajo fuego de la Compañía Obra del BIM 5, y decidieron desviar: se metieron en la otra pierna minada. Por los elementos que se encontraron en ese lugar —cascos, correajes, borceguíes, cráteres en el suelo—, pudo apreciarse que tuvieron gran cantidad de bajas.

En 2007, los guardias Steven William Duffy y Peter Alexander MacInnes del pelotón 'Pipes & Drums' relataron sus experiencias, afirmando que algunos infantes de marina argentinos los perseguían durante la retirada británica, con la fuerza de Bethell sufriendo un total de 2 muertos y 16 heridos o lesionados.
Tres soldados conscriptos de la Compañía Obra murieron en el combate con la unidad del mayor Bethell.
Batallón de Apoyo Logístico: “Operaciones en Combate”, en reconocimiento por los hechos heroicos y acciones de mérito extraordinarios realizados en operaciones
Esa noche, el mayor Aldo Rico recibió una orden de establecer una posición avanzada frente a Monte William, por lo que envió a la 3.ª Sección de Asalto a cargo del capitán Andrés Ferrero a dicha posición.
Cerca de las 02:00 del 14 de junio, el SAS y SBS fracasaron en un nuevo asalto de distracción contra las posiciones del BIM 5 —esta vez defendidas por el pelotón del teniente de corbeta Héctor Gazzolo en Cortley Ridge— y se retiraron después de sufrir tres heridos y perder tres lanchas de desembarco.

## Combate de la 4.ª Sección en Tumbledown —Informe Vázquez—
De las 21:00 a las 23:15 horas del 13 de junio hubo un fuego intenso de artillería contra la 4.ª Sección. Este fuego cortó las líneas telefónicas, dejándolas irreparables. Inmediatamente después de cesar el bombardeo las tropas de infantería británicas iniciaron un asalto contra la posición, cruzando la misma en dos olas. Una lo hizo de sur a norte, y la otra de oeste a este. El asalto se ejecutó en línea, haciendo fuego con las armas desde la cadera a una distancia de aproximadamente cinco metros hacia delante, estando todo el personal británico con bayonetas caladas. Este primer ataque fue realizado por la Left Flank Company, una de las tres compañías que formaban el 2.º Batallón de la Guardia Escocesa. Esta compañía hizo el ataque con los siguientes componentes:
- Comando de compañía: diecinueve hombres a cargo del jefe de Compañía mayor John Kiszley.
- 13.ª Sección: veintinueve hombres a cargo del segundo teniente Stuart.
- 14.ª Sección: treinta hombres a cargo del teniente Fraser.
- 15.ª Sección: veintinueve hombres a cargo del teniente Mitchel.

Mas los agregados de:
- Sección de morteros: cuarenta y tres hombres.
- Agregado de hombres previo al combate provenientes de otras fuerzas de apoyo: cincuenta hombres.

La Compañía Flanco Izquierda totalizaba doscientos soldados, los cuales iniciaron el asalto sobre la posición de la 4.ª Sección.
La totalidad de los argentinos abrieron fuego comenzando un combate que intercalaba el fuego de los fusiles, granadas de mano, fuego de ametralladoras, combates a bayoneta y golpes.
El combate se generalizó en todo el frente y retaguardia de la Sección. El grueso de los ingleses sobrepasaron a los argentinos, tomando posiciones a su retaguardia, permaneciendo gran cantidad de ellos mezclados entre las posiciones argentinas, y entablándose un combate por el fuego a distancias de aproximadamente diez o veinte metros, que de no lograr batir al defensor, concluía con una arremetida del inglés contra el pozo para llegar a la bayoneta o los golpes.
En determinado momento, empezó a haber un fuego intenso desde la retaguardia argentina, desde lo que sería la posición de cambio ocupada por el subteniente Silva. La 4.ª Sección quedó rodeada por las tropas británicas ya que la 5.ª Sección se había retirado.
Esta situación continuó hasta aproximadamente la 01:00, en que la superioridad numérica de los ingleses fue muy superior a la enemiga.
El teniente Vázquez ordenó a los conscriptos del mortero de sesenta milímetros de calibre ubicado a su izquierda que tiraran contra la posición de la 4.ª Sección. Tiraron los cincuenta y cuatro proyectiles remanentes sosteniendo al mortero con sus extremidades. El criterio de esta acción fue que los británicos mezclados entre los argentinos tenían menor protección. Los ingleses que estaban entre ellos se retiraron rápidamente. Era la 01:30. Se inició así una pausa de combate donde no hubo ningún disparo hasta las dos de la madrugada.
Al percibir la retirada de los ingleses, una ola de euforia corrió entre toda la Sección.
También en esa pausa de combate, el teniente Vázquez se comunicó con el comandante de batallón a través del jefe de compañía —luego supo que el Batallón había pasado a cubrir el canal táctico de compañía—. 
Le expuso la situación. El comandante le preguntó si quería quedarse o replegarse. Vázquez pidió refuerzos para resistir, que le aceptaron.
Durante esta pausa de combate, el subteniente Silva se acercó al teniente Vázquez y le dijo: «Los que estaban atrás nuestro se fueron —en referencia a la 5.ª Sección—. Los ingleses nos agarraron por atrás y mataron a mis hombres. Yo conseguí salir hacia adelante.» Por lo cual se le ordenó que se desplazase hasta las proximidades del FAP que se encontraba en el centro del grupo de la derecha, a efectos de que controle esa arma.

## Segundo y tercer asalto —Informe Vázquez—
A las 02:00 del 14 de junio se inició otro asalto británico solo desde el sector sur —es decir, desde el frente de la Sección—, y precedido por un intenso pero corto fuego de artillería.
Este ataque fue reforzado por la Compañía Flanco Derecho, que luego continuó su avance sobre Tumbledown con sentido oeste-este.
Dicha compañía se componía por:
- Comando de Compañía, veintiún hombres a cargo del mayor Price.
- 1.ª Sección: treinta efectivos a cargo del teniente segundo Dalrymple.
- 2.ª Sección: veintiséis efectivos a cargo del teniente segundo Mathewson.
- 3.ª Sección: veintiocho efectivos.
- Sección morteros: cuarenta y tres efectivos a cargo del capitán Farrelly.
- Sección ametralladoras: treinta y dos efectivos a cargo del capitán Campbell-Lamerton.
- Sección Recce: veinticinco efectivos.

Total: 205 efectivos.
En la cresta topográfica de Tumbledown, posiblemente habían quedado algunos ingleses del ataque anterior, ya que al reiniciar el segundo asalto, también la 4.ª Sección recibió fuego desde su retaguardia, en la cresta topográfica.
Se reanudó un combate de iguales características del anterior y con la misma intensidad.
Vázquez dijo que a partir de ese combate los británicos comenzaron a operar coordinados de a dos o tres en posiciones abiertas en un ángulo de casi ciento ochenta grados y atacando simultáneamente desde esos lados a un argentino.
Ello ocurrió después de que la ola de asalto los alcanzó y lo hacían los ingleses que estaban mezclados entre ellos. Al igual que en la primera vez, una parte de ellos sobrepasó su posición y los cruzó hacia retaguardia.
El subteniente Oscar Augusto Silva gritaba permanentemente para dar ánimo y coraje a los soldados que se encontraban próximos a él. Además se encargaba de conseguir relevos para el fusil FAP, dado que al menos dos y posiblemente tres sirvientes de esa arma fueron muertos entre las 02:00 y las 04:00 horas.
El suboficial Castillo —grupo de la derecha— se encontraba a aproximadamente treinta metros del puesto de comando de Sección combatiendo contra al menos dos ingleses que le hacían fuego desde diez o quince metros a su retaguardia parapetados en unas piedras. Castillo estaba afuera de su pozo. En ese momento un soldado inglés alcanzó un pozo y comenzó a matar a bayonetazos a un dragoneante. Esto lo vieron simultáneamente Castillo y la ametralladora de la derecha que estaba a pozo por medio del dragoneante. Al mismo tiempo que la ametralladora referida comenzó a hacer fuego contra el inglés, Castillo cayó muerto al salir de su pozo para disparar al inglés.
Aproximadamente a las 03:00 un conscripto acudió a la posición del teniente Vázquez y le dijo que el subteniente Silva estaba herido gravemente. Vázquez asumió que el subteniente había muerto.
Dado que la presión era demasiado fuerte, Vázquez solicitó al comandante que tire sobre su posición con la artillería de campaña. Vázquez regló el tiro. La artillería alcanzó el tiro en eficacia batiendo de lleno a la Sección.
Si bien el fuego de artillería fue certero, no produjo el efecto deseado, porque para ese momento ya había muchos ingleses que ocupaban pozos de zorro de los argentinos. Cuando un combatiente argentino moría, sacaban el cuerpo y ocupaban su pozo.
Vázquez preguntó sobre los refuerzos al Comando de Batallón y/o el de Compañía. Le respondieron que ya estaban en camino. Preguntó cuál era la señal de reconocimiento, porque estaba combatiendo en los trescientos sesenta grados y los batiría con el fuego propio. Le respondieron: «…quédese tranquilo, ya los va a reconocer».
Aproximadamente a las 04:00, la ametralladora de la derecha ya no tenía munición.
Progresivamente comenzó a perder contacto con los extremos de la sección, particularmente el derecho, que fue el más atacado. A las 04:00 aproximadamente comenzó a notar que perdía el control de la Sección. En esa hora también notó un incremento de presión de los ingleses; luego se enteraría de que se trataba del tercer ataque lanzado por el Batallón Escocés —la tercera compañía— que se sumó al ataque de la segunda, sin mediar una pausa de combate.
Esta era la Compañía G, formada por los siguientes componentes:
- Comando de Compañía: veinte efectivos a cargo del mayor Dalzel Job.
- 7.ª Sección: treinta efectivos a cargo del teniente Joynson.
- 8.ª Sección: veintinueve efectivos a cargo del segundo teniente Page.
- 9.ª Sección: veintinueve efectivos a cargo del teniente Blount.

Sumando un total de ciento ocho combatientes que reforzaban el ataque.
Entre las 04:00 o 05:00 y las 07:00, cada hombre que quedaba combatía solo por su pozo. Casi no existía la posibilidad de apoyo mutuo y ya no se respondía a las órdenes. Vázquez llamó nueva, desesperada y personalmente al Comando de Batallón preguntando por los refuerzos, y le respondieron «…de un momento a otro entran en contacto con usted». Alrededor de las 07:00 casi no había disparos; nadie respondía las órdenes; solo quedaban el pozo de Vázquez; el de su izquierda y el de la derecha —ambos dobles—. El pozo de la derecha se quedó sin munición y ambos soldados se metieron dentro del mismo; y no había fuego de armas de apoyo.
Las bajas británicas combatiendo contra la 4.ª sección fueron de siete muertos y veintiún heridos —de los cuales dieciocho fueron hospitalizados—.

## Versión británica sobre las defensas argentinas en Tumbledown

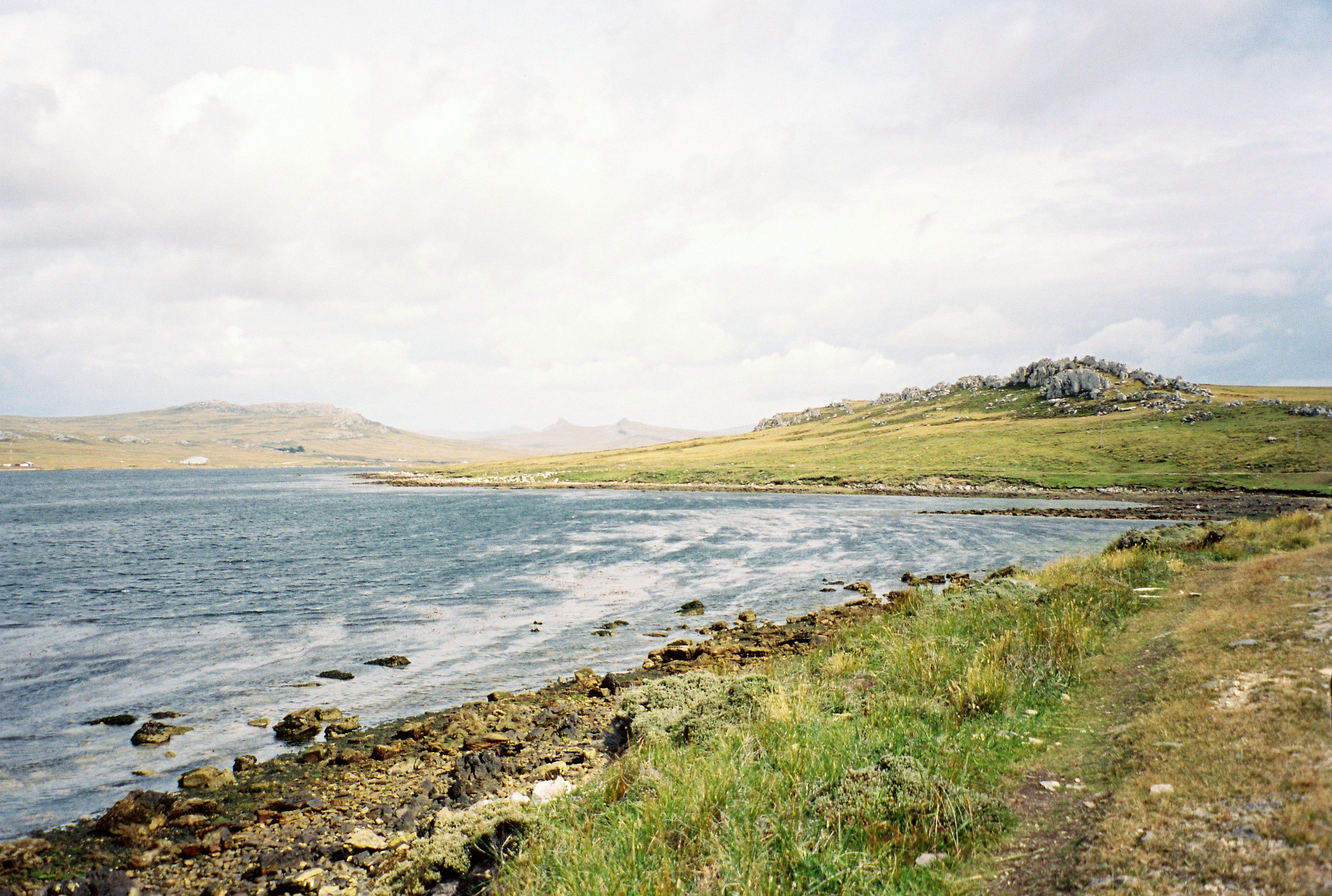
Monte Tumbledown.

Previamente al desembarco británico, el batallón de infantería de marina argentino había llegado a ser una fuerza equivalente a una fuerza de brigada ligera con la agregación de la Compañía de Ingenieros Anfibios, una batería del Regimiento de Artillería Antiaérea N.º 1, tres baterías de cañones de 30 mm y misiles antiaéreos Tigercat del Batallón Antiaéreo N.º 1 de Infantería de Marina y una compañía de ametralladoras pesadas calibre 12,7 mm de la Infantería de Marina con veintisiete ametralladoras Browning. También fue agregado al batallón un pelotón antitanque Bantam. El Comando General de la Infantería de Marina decidió el envío de un pelotón de perros pastores alemanes con el fin de impedir infiltraciones de fuerzas especiales británicas en Puerto Argentino. El 14 de junio el pelotón de policía militar del cuerpo de infantería de marina argentina, agregado al BIM 5, impidió el retroceso desordenado por parte de elementos del Regimiento 7 luego de que finalizaran los combates en Wireless Ridge. Durante las primeras semanas, las compañías del BIM 5, provenientes de las posiciones situadas en los montes que rodeaban Puerto Argentino, fueron enviados a la capital malvinense para que se recuperaran físicamente. Esto terminó con el desembarco británico. 
Las posiciones del BIM 5 alrededor de Tumbledown fueron bombardeadas por buques de guerra de la Marina Real a partir del 1 de mayo y por los cazabombarderos británicos Harrier a partir del 1 de junio. A pesar de la superioridad de fuego disponible para las fuerzas británicas, la batalla por Puerto Argentino fue difícil para los ingleses al enfrentar a la Compañía Mar del teniente de navío Rodolfo Oscar Cionchi en Sapper Hill. A las 16:30 del 7 de junio, un Harrier piloteado por el mayor Jerry Pook volando sobre las posiciones defendidas por el BIM 5 fue alcanzado por el fuego concentrado del 2.º Pelotón de Fusileros del guardiamarina Gustavo Roberto Robert de la Compañía Mar. El Harrier se retiró humeando. Según el jefe del escuadrón de los Harrier GR-3 en Malvinas, mayor Bob Iveson, un Harrier ya dañado —piloteado esta vez por el vicecomodoro Peter Squire— se estrelló al día siguiente al intentar aterrizar en la pista de aterrizaje de San Carlos:

En total llevamos a cabo 130 misiones de ataque y perdimos tres aviones, todos por fuego terrestre. Un cuarto Harrier se estrelló durante el aterrizaje vertical en la pista metálica de 850 pies en San Carlos. Este accidente se debió a daños causados por fuego de armas livianas.

El piloto pudo eyectarse sano y se salvo, pero el Harrier XZ989 sufrió daños irreparables y fue luego canibalizado para obtener repuestos.

Mis compañeros de la Compañía Mar tiraron un Sea Harrier, con fuego de fusil. Lo estaban esperando, había pasado varias veces por una especie de corredor aéreo hacia el aeropuerto. Le tiraron descargas cerradas para que atropellara las balas, se ladeó, empezó a echar humo y se perdió en el mar. Sentimos una gran explosión.
Soldado conscripto José Luis Fazio

A la hora del inicio de la batalla, la Compañía Nácar ocupaba Tumbledown. La Compañía Obra al mando del teniente de corbeta Ricardo Luis Quiroga estaba en Monte William, al sur de Tumbledown. La Compañía B del RI Mec 6 bajo el mando del mayor Oscar Ramón Jaimet formaba parte de la reserva y estaba detrás de la Compañía Nácar. La Compañía Mar del teniente de fragata Julio César Binotti ocupaba Sapper Hill.
El sector defensivo de Robacio fue reforzado por baterías del Regimiento de Artillería Antiaérea N.º 1, a órdenes del capitán de corbeta Rubén Héctor Silva. De acuerdo con los autores de 5th Infantry Brigade in the Falklands, un misil Tigercat de la Infantería de Marina Argentina dañó el techo de la central eléctrica el 12 de junio mientras perseguía a un caza bombardero británico, dejando al Harrier XW919 con categoría cinco de daño —daño irreparable—.
Los defensores argentinos resistieron el feroz fuego de ablandamiento británico, el cual comenzó a las 07:30, hora local. Como dice el mayor Jaimet en el libro Razor's Edge (El filo de la navaja - La Historia No-oficial de la Guerra de Malvinas), «Yo escuché los gritos de los heridos llamando a sus camaradas, doce heridos antes del anochecer. Pensamos que sufrimos anteriormente, pero qué lujo y cómodo comparado con esto».
Durante la batalla el puesto de mando del BIM 5 recibió cinco impactos directos. El capitán Carlos Robacio salió ileso.
Antes de avanzar sobre Wireless Ridge, unos 4-6 paracaidistas británicos en Monte Longdon fueron muertos por el fuego del peloton de morteros pesados 106.6 mm al mando del teniente de corbeta Rubén Eduardo Galliussi en Tumbledown. La compañía de ametralladoras 12,7 mm a cargo del teniente de navío Sergio Andrés Dachary agregada al BIM 5 ya había combatido en la Batalla de Monte Longdon, sufriendo quince muertos y heridos.

## Versión británica sobre el combate en Tumbledown
En la mañana del 12 de junio, las compañías de la Guardia Escocesa fueron trasladadas en helicóptero desde su posición en Bluff Cove a un área de montaje cerca de Goat Ridge, al oeste del Monte Tumbledown. El plan británico requería un ataque de distracción al sur del monte por un pelotón reforzado de la Guardia Escocesa asistido por cuatro tanques ligeros del Blues and Royals, mientras que el ataque principal sería un avance de tres fases proveniente desde el oeste del Monte Tumbledown. En la primera fase, la Compañía G del mayor Iain Dalzel-Job tomaría el extremo occidental del cerro. En la segunda fase, la Compañía Flanco Izquierdo del mayor John Kiszely pasaría a través del área ocupada por los hombres de Dalzel-Job para capturar el centro de la cumbre —Mast Head— y, en la tercera fase, la Compañía Flanco Derecho del mayor Simon Price pasaría por el flanco izquierdo para asegurar el extremo oriental —Ankle Chain— de Tumbledown. Se había previsto inicialmente un asalto durante el día, pero se aplazó a petición del teniente coronel Mike Scott. En una reunión con sus comandantes de compañía, el consenso fue que el asalto cuesta arriba por el terreno duro de Tumbledown en plena luz del día sería muy arriesgado.
Al amanecer del 13 de junio, el batallón de guardias escoceses al mando del teniente coronel Mike Scott, perteneciente a la 5.ª Brigada del brigadier Tony Wilson, recibió la orden de tomar frontalmente y al asalto Tumbledown mientras el batallón de Gurkha Rifles, del teniente coronel David Morgan atacaba Monte William para cubrir su flanco derecho.
El 13 de junio, tras lanzar un fuerte bombardeo de artillería sobre Wireless Ridge, un batallón británico atacó el Regimiento 7 a la medianoche, avanzando sobre sus defensores y conquistando la posición.
A las 21:00, media hora después del comienzo del ataque de distracción contra Monte William, la Compañía G del mayor Dalzel-Job comenzó su avance de casi dos kilómetros. Alcanzaron su objetivo Top Sail sin ser detectados. La tropa ocupó el extremo occidental de la montaña fácilmente por encontrarse sin defensores. La compañía a órdenes del mayor John Kiszley se desplazó por el flanco izquierdo y llegaron a la región central —Mast Head— de la altura sin oposición. Luego se encontraron bajo fuego intenso. Los argentinos —más tarde se supo que fueron una fuerza equivalente a una compañía— dirigieron fuerte fuego de morteros, granadas de fusil antitanque, ametralladoras MAG y fusiles FAL contra la compañía británica, matando a un soldado raso y un sargento británico e hiriendo a varios. Los argentinos consiguieron rechazar la primera embestida británica con ayuda de los hombres que estaban con el teniente de corbeta De Marco en el observatorio de artillería, en la cima de Mast Head.
La 5.ª Sección de la Compañía de Ingenieros Anfibios defendió las rocas doscientos metros detrás de la 4.ª Sección del teniente Carlos Vázquez y la Sección de Exploración del suboficial Julio Saturnino del BIM 5. En el centro y detrás de la 4.ª Sección estaban los soldados de la sección mixta del Ejército —entre quince y treinta, según las fuentes y comandados por tres cabos— sobrevivientes de las secciones de los subtenientes Oscar Augusto Silva, Marcelo Llambías Pravaz y Celestino Mosteirin, quienes habían combatido en el Monte Dos Hermanas, Goat Ridge (Cresta de las Cabras) y Monte Harriet (Monte Enriqueta). Vázquez también dependía del apoyo de fuego de la Sección de Morteros de 66 mm a cargo de los suboficiales David Ramos y Lucio Monzón, instalados en «La Terraza» a unos quinientos o seiscientos cincuenta metros a retaguardia de la 4.ª Sección, con veinte conscriptos. Las cuatro secciones formaban una especie de triángulo. En el extremo oeste estaban los efectivos de Castillo. Al sureste de esa posición y hasta unos ciento cincuenta metros de distancia estaba la gente de Vázquez. Unos cincuenta metros al este de Castillo y unos noventa y cinco metros al noroeste de Vázquez estaba la sección de Silva.
Los defensores argentinos no lograron mantener un perímetro tan amplio durante mucho tiempo, y el Pelotón 13 a órdenes del subteniente James Stuart penetró las defensas por el denominado «callejón» o «pista de esquí» entre Vázquez y Miño, matando a cinco efectivos de Silva. Un conscripto murió primeramente y después el subteniente Silva al acudir en su ayuda —en ambos casos durante el segundo ataque—. El propio Vázquez y Llambías, en relación con la muerte de Silva, recuerdan haber sido informados en pleno combate por un conscripto del Regimiento 4.
Durante cuatro o cinco horas, la compañía de fusileros y morteristas argentinos contuvieron a dos compañías británicas. La Guardia Escocesa tiraba cohetes antitanques de sesenta y seis y de ochenta y cuatro milímetros. Los argentinos disparaban granadas de fusil y ametralladoras protegidas en sus refugios de roca. Los combatientes a órdenes de Vázquez, Castillo, Silva, Ramos y Monzón resistieron y la Guardia Escocesa podía escuchar a algunos de los argentinos gritando frases obscenas en inglés. Mientras tanto, dos fragatas de la Royal Navy, HMS Yarmouth y HMS Active, bombardeaban Tumbledown con sus cañones de ciento catorce milímetros.
Para ayudar a identificar y rechazar al enemigo, los hombres de la Sección de Morteros de sesenta y seis milímetros de la Compañía Nácar lanzaron setenta bengalas y doscientos noventa bombas de morteros sobre los efectivos de los mayores Kiszely y Dalzel-Job, perdiendo a dos conscriptos muertos en bombardeo británico. Durante el fuego de contrabatería también murieron dos soldados más en apoyo de combate a Vázquez.
Una vez terminada la conversación del «se va o se queda» con el teniente Vázquez en la pausa del combate de la 4.ª Sección y la marcha de la Compañía Obra a posiciones de reserva entre Tumbledown y William, Robacio comenzó a preparar el contraataque en Mast Head. Robacio ordenó la Compañía Mar preparar un contraataque en Tumbledown y se requirió al Comando de la Brigada X, empeñar alguna reserva para mantener Sapper Hill y evitar su pérdida por un ataque por el flanco o desembarco helitransportado. Para ese entonces, había aproximadamente tres compañías de infantería argentinas bloqueando el avance británico en la zona de Tumbledown-William. La lucha fue difícil para la Left Flank Company. Los argentinos habían apostado bien sus ametralladoras, morteros y francotiradores. En un momento el coronel Scott pensó que el 2.º Batallón de la Guardia Escocesa tendría que retirarse para atacar de nuevo la noche siguiente, «Las viejas uñas estaban siendo mordidas un poco, si nos habían contenido en Tumbledown esto podría haberlos animado a seguir luchando.»
A las 02:30 Kiszely lanzó un nuevo ataque de las principales líneas de trincheras argentinas en Tumbledown. Los hombres del Pelotón 13 del subteniente Stuart que se infiltraron en la parte alta tuvieron un papel mayor. Durante la carga del segundo ataque se replegaron para dejar el pasillo al Pelotón 15 del teniente Alasdair Mitchel. Sería la buena coordinación del asalto de la infantería británica tras las salvas artilleras lo que abriría el camino hacia la cumbre a ese grupo de siete escoceses que consiguieron avanzar hasta la «Terraza».
Tras un combate, los hombres de Kiszely consiguieron llegar a la cima de Tumbledown. Pero en el trayecto había perdido a la mitad de la compañía entre muertos, heridos/lesionados y dispersos en la confusión del combate nocturno. En la Compañía del Flanco Izquierdo, cinco fueron muertos y 18 resultaron heridos con otros 30 más, según el Sargento Thomas McGuinness del 13 Pelotón, aturdidos/lesionados por los fragmentos de rocas o fuertes golpes recibidos cayendo o tomando cubierta en las rocas durante los bombardeos argentinos o sufriendo del shock de combate. La Compañía D de los Gurkha Rifles por su parte perdió a más de diez gravemente heridos sin lograr penetrar el sector de la 3.ª Sección del suboficial Luis Jorge Lucero y tomar William por el flanco en la oscuridad al ser detectados y pronto aplastados por seiscientas bombas de morteros disparados por los efectivos del suboficial Cuñé.
El mayor Kiszley penetró primeramente la posición de Vázquez, disparando a dos soldados del Regimiento 4 y bayoneteando a un tercero —su bayoneta se quebró en el proceso—. Un sargento británico perdió la vida atacando las posiciones de Silva. Al ver que el jefe la Compañía Left Flank se encontraba en medio de la posición de Vázquez, los Pelotones 14 y 15 se vieron inspirados en hacer el último empuje a través del campo abierto para llegar a estar cara a cara con los defensores argentinos en Mast Head.
Los supervivientes de ambas Compañías Left Flank y Right Flank se agruparon en las trincheras y fortificaciones argentinas conquistados. El teniente de navío Villarraza pidió refuerzos al mando del Batallón 5, ya que sin ellos no podrían reforzar las posiciones de Vázquez que aún estaban en manos de los argentinos. La Compañía Piribebuy, al mando del Mayor Jaimet fue enviada en apoyo del pelotón de Miño que estaba preparando un contraataque, reuniéndose con Villarraza cerca las 04:30. Con los refuerzos obtenidos, Villarraza se dedicó a limpiar de soldados británicos el resto de trincheras y fortificaciones de Mast Head, recibiendo un continuo bombardeo de la artillería británica.
Kiszley y seis hombres de repente se encontraron en la cima de la montaña, observando a Puerto Argentino, todo iluminado y con los vehículos en movimiento a lo largo de los caminos pavimentados. Mientras tanto el pelotón reforzado del subteniente Augusto Esteban Vilgré La Madrid de la Piribebuy y los ingenieros de Miño se aproximaban a Mast Head en apoyo de Vázquez. Los refuerzos argentinos pronto detectaron la fuerza adelantada de la Compañía Flanco Izquierdo y una ráfaga de ametralladora hirió a tres soldados británicos, entre ellos el teniente Alasdair Mitchell, jefe del Pelotón 15. Una de las balas queda milagrosamente atascada en la brújula que llevaba en el cinturón el Mayor Kiszley salvándole de heridas de gravedad —por su carga de bayoneta Kiszley fue condecorado con la Cruz Militar—.
El soldado escocés Mark Cape más tarde revelaría que otro grupo del Puesto de Comando de la Compañía Flanco Izquierdo también sufrió bajas defendiendo la cumbre de Tumbledown:

Nos movimos hacia una posición adelantada. Yo pronto estaba sentado en la cima de la montaña, el enemigo se había huido. Había tenido un montón de fuego viniendo hacia mi, y una gran cantidad de personas se posicionaron a mi alrededor. El comandante de la sección se acerca a mi y me dice: «Bien, usted puede descansar ahora.» De repente, oigo algo en las rocas y todos nos decimos, «¿Qué es eso?» Alguien pregunta: «¿Quién anda ahí?» … Nos pusimos en contacto en la radio y preguntamos si el Flanco Derecho había pasado a través de nuestras líneas. Desafortunadamente, en ese momento el operador de la radio es alcanzado y no obtuvimos una respuesta. Las personas con que nos enfrentábamos eran argentinos … Granadas de mano caen en nuestra posición. El comandante de la sección es alcanzado y el segundo encargado cae al suelo, sin ningún movimiento visible. Todo lo que queda ahora son cinco guardias y gritábamos como lunáticos, abriendo fuego a cualquiera cosa que se moviera, todo alrededor nuestro, hasta que tomamos el control entre nosotros. El enemigo se retiró, pero el comandante de sección seguía gritando y gritando. La mayor parte de su cara había desaparecido debido a la explosión. Lo bajamos porque él estaba delatando nuestra posición. Logramos poner una inyección de morfina en él y eso lo calmó … El comandante de la compañía gritó: «¿Qué está pasando?» … Mientras tanto, el Flanco Derecho estaba pasando al asalto a través de nuestras posiciones … Desafortunadamente para el ellos, sufrieron varias bajas. Atacaron demasiado rápido y no revisaron todas las posiciones. A medida que avanzaban, el enemigo aparecía por detrás disparándolos.

Los tenientes de corbeta Héctor Miño y Marcelo De Marco, junto con los soldados conscriptos Carlos Muelas , Oscar Poltronieri y juan carlos barbeito del BICO, lograron herir a tres más de los atacantes en esta acción.

Escuché una voz que no era de las nuestras. Entonces le dije al oficial que adelante nuestro estaban los ingleses tirando tiros y tomando whisky, y éste les arrojó una granada; ellos respondieron con fuego hacia nosotros y le dieron a él
Soldado Oscar Poltronieri.

A las 10:00 de la mañana y tras un fuerte bombardeo de artillería para ablandar las posiciones argentinas, las compañías Left Flank y Right Flank, al mando del teniente coronel Scott consiguieron tras una ardua lucha llegar al extremo final de Tumbledown —Ankle Chain— y auxiliar a los supervivientes. La Compañía Left Flank había sufrido treinta bajas —entre muertos y heridos— de los 151 hombres que la conformaban, las Compañías Right Flank y Delta —Gurkha Rifles— había también sufrido fuertes bajas, pero los supervivientes de ambas formaciones habían conseguido resistir toda la madrugada los contraataques argentinos hasta la llegada de los refuerzos.
En el documental 'War in the Falklands' (Michael Beckham, 2002) del History Channel, el sargento Thomas McGuinness del Pelotón 13 reveló que además de los 7 muertos y 21 heridos reconocido oficialmente en la Compañía Flanco Izquierdo, hubo otros veinte o treinta guardias escoceses que sufrieron algún tipo de lesión en el combate (sufriendo de malas caídas, concusión, pérdida temporal de la audición, o que simplemente se encontraban en un profundo estado de shock) que quedaron inmovilizados entre las rocas hasta el amanecer cuando pudieron ser atendidos:

En este combate, yo calculo que habíamos sufrido un 50 o 60 por ciento de bajas ... Unos otros 10 o 20 por ciento de ellos pensaron que eran bajas y simplemente se quedaron tirados allí.

## Contraataque argentino en Tumbledown
A las 05:00 del 14 de junio, la 3.ª Sección a órdenes del subteniente Augusto Esteban Vilgré La Madrid, de la Compañía B del RI Mec 6, iniciaron su contraataque contra la Compañía Flanco Izquierdo en Tumbledown, junto con la sección de Ingenieros Anfibios del teniente Miño. Chocaron con los hombres adelantados del mayor Kiszely. Cayeron los primeros británicos heridos. El contraataque argentino avanzó con sus aproximadamente cuarenta soldados conscriptos. Según La Madrid:

Mi pelotón fue el primero en ser ordenando hacia adelante; ya que estaba en la mejor forma y ubicación. Estaba oscuro, pero los británicos estaban disparando bengalas. Yo partí con mis hombres. Yo había practicado un contraataque nocturno  en la escuela de cadetes el año anterior y conocía la teoría. Yo también había traído un libro sobre tácticas de compañía de infantería conmigo a las Malvinas y había estado estudiándolo. Finalmente, tenía una copia de «Soldado Aislado», la traducción de un manual americano. Mis hombres estaban dispuestos, pero no habían visto este sector en la luz del día. En cuanto a mí, yo acababa de recibir un telegrama de mi padre, un profesor de historia, diciéndome que yo tenía que luchar hasta el final «¡Victoria o muerte! Tu padre te bendicirá». Pensé que, con esa bendición, yo estaba listo para morir. Yo prefería morir con honor que ser un cobarde. No podía tolerar la idea de volver a casa sin haber verdaderamente peleado.

Nos movimos hacia adelante a través de un hueco en las rocas. Esparcí a mis hombres detrás de los que todavía estaban luchando. Mis órdenes eran no dejar pasar a nadie, ni siquiera los soldados argentinos. Fui hacia adelante para hacer un reconocimiento y podía ver que los británicos tenían dos ametralladoras y un lanzador de misiles en acción. Pasé por otro vacío en las rocas y fui sorprendido al ver tres hombres hablando en inglés detrás y arriba de de mí y disparando por encima de mí. Pude verlos con mis prismáticos de la noche; había alrededor de doce de ellos en total. Yo estaba ansioso por volver a mi sección. Tomé una granada de fusil y disparé hacia donde había visto a los tres primeros hombres. Lo escuche explotar y algunos gritos y llantos de dolor, y el sonido de alguien cayendo abajo de las rocas. Volví corriendo a mi posición y ordené a mis hombres que abrieran fuego. Los paramos, pero se esparcieron y vinieron por nuestros flancos; su despliegue fue bueno. También nos abrieron fuego con morteros livianos y lanzamisiles. Esto duro bastante tiempo, y sufrimos muchas bajas; tuvimos ocho muertos y diez heridos. Se empezaron a acabar nuestras municiones, especialmente las de las ametralladoras. Además, me di cuenta de que estábamos desbordados, con los británicos detrás de nosotros, así que estábamos separados de mi compañía. Algunos de mis hombres habían sido tomados prisioneros.

Me reorganicé y descubrí que estaba reducido a dieciséis hombres. Empecé a retirarme. Los británicos arriba de mi estaban disparando ametralladoras, pero pasamos bastante cerca de las rocas, en realidad bajo el fuego de ametralladoras. Deje a seis hombres en una línea con una ametralladora para cubrir nuestra retirada, pero realmente estábamos peleando todo el tiempo; no podíamos romper el contacto. Ellos vinieron hacia nosotros rápidamente, y nos retiramos; estaba empezando a amanecer. Toda la colina había caído para ese entonces, y estábamos en la planta baja, justo al sur de Moody Brook. Finalmente pudimos llegar a Puerto Argentino a través de lo que me gustaría decir que fue un aluvión perfecto disparado por la artillería real. Tuvimos que esperar para pausas en el bombardeo, pero todavía perdi a un hombre ahi.

La Compañía Flanco Derecho al mando del mayor Simon Price comenzó su asalto devolviendo un fuego intenso. La 3.ª Sección comenzó una retirada para cubrirse con los morteros argentinos. El subteniente Roberto Lawrence y cinco guardias escoceses quedaron heridos —un balazo de fusil hirió gravemente en la cabeza a ese subteniente.—. Las ametralladoras británicas hirieron de muerte a tres soldados conscriptos argentinos y, al desprenderse toda la unidad hacia terreno más seguro, fueron heridos seis soldados más. El comandante y segundo comandante de la Brigada de Infantería Mecanizada X, general de brigada Oscar Luis Jofre —jefe de las fuerzas terrestres argentinas en Puerto Argentino—, y coronel Félix Roberto Aguiar, respectivamente, enviaban mensajes al capitán Robacio instándolo a abandonar esa posición; ya que se encontraba en riesgo de quedar aislados por un ataque helitransportado enemigo. Los pelotones de los tenientes James Dalrymple, Mark Mathewson y Robert Lawrence de la compañía del mayor Price, no detendrían su avance hasta coronar los objetivos finales. Mientras tanto los gurkhas se preparaban para asaltar el Monte William y ya habían conquistado los pozos de la sección del suboficial Luis Jorge Lucero de la Compañía Nácar. No obstante, los gurkhas sufrieron doce heridos al ser descubiertos por el guardiamarina Marcelo De Marco quien corrigió el fuego de la artillería argentina sobre ellos. Según el soldado gurka nepalí Dhanbahadur Rai:

El puesto de mando y la Compañía A tuvieron doce heridos. Nosotros sacamos todas las personas heridas, llamamos a un helicóptero y las enviamos al buque hospital, que era el SS Uganda.

Los hombres de La Madrid se encontraban ahora atrapados por la Guardia Escocesa y la Guardia Nepalesa, sin escapatoria. Jaimet ordenó el avance de la Compañía B en busca de los hombres de La Madrid. El subteniente Guillermo Robredo Venencia avanzó difícilmente sobre Tumbledown. El subteniente Guillermo Aldo franco también avanzó sobre el mismo cerro en su apoyo. Cuando al fin los argentinos estaban en posición para apoyar a La Madrid, el Subteniente Robredo y un suboficial comenzaron a disparar con una ametralladora. Los británicos comenzaron a avanzar. Los refuerzos argentinos retrocedieron, siendo abatidos por las armas de los soldados británicos. Cayó muerto en la retirada un soldado. Alrededor de las 09:00 del 14 de junio, tras continuos ataques y treinta muertos argentinos y escoceses, se recibió la orden de evacuar el cerro; a las 10.00 estaba casi totalmente evacuado, solo quedaba un pelotón como retaguardia de la Compañía B comandada por el subteniente Aldo Franco. El pelotón de morteros de ochenta y uno milímetros del suboficial Cuñé en Monte William trató de auxiliar a La Madrid. El fuego de mortero mató a dos soldados británicos e hirió a ocho. Ya en terreno más seguro, el subteniente La Madrid verificó que le faltaban veinticuatro hombres e informó de inmediato al teniente primero Daniel Abella, quien dirigía la operación desde el puesto de mando de la Compañía Nácar. El saldo final del contraataque argentino fue de ocho muertos y varios heridos de la Compañía B. Al pasar por las posiciones de logística de Tumbledown, el subteniente Franco y sus hombres se percataron de la presencia de perros de guerra del BIM 5, que permanecían aun allí atados. Fueron estos hombres del ejército quienes los liberaron, y evitaron que los mismos cayeran en mano enemigas, por el abandono sufrido.
A las 09.15 horas, el general Jofre informó que las principales posiciones en Tumbledown, Williams y Wireless Ridge se encontraban en poder del enemigo y que se intentaba reconstruir el dispositivo defensivo empleando la Compañía C del Regimiento 3 y Compañía B del Regimiento 25 cerca la cancha de fútbol de Puerto Argentino.

## El soldado Pedro de la Compañía Piribebuy
Al amanecer, la Compañía del mayor Price eligió sacarse una foto con sus soldados cerca de la cumbre de Tumbledown para celebrar su victoria. En ese momento uno de los soldados conscriptos de La Madrid —Luis Jorge Bordón o Walter Ignacio Becerra, según La Madrid—, que se había quedado para cubrir la retirada, abrió fuego alcanzando uno de los escoceses. La Madrid:

A mí me suena más la chance de Becerra. Primero, porque Bordón no estaba tan cerca del lugar descripto, aunque tampoco lo descarto. Y además, por su forma de ser: un tipo muy astuto, vivaracho. El relato sobre un muchacho cambiando de posiciones para despistar al enemigo cuadraría con él, con su personalidad. Y también por el arma que usaba, un FAP, versión ametralladora del FAL 7,62 normal, con mucha cadencia de fuego, que hubiera llamado poderosamente la atención de los británicos, por sonar distinto al grueso de las armas propias y ajenas.

De acuerdo con uno de los guardias, Kenny Mains:

Su bala rebotó en una piedra y me golpeó en el costado. Rompió seis de mis costillas, saco un poco de mi riñón y un poco de mi intestino.

Algunos relatos británicos dicen que resistió una hora, otros sostienen que Pedro hizo fuego contra los helicópteros británicos aunque todos coinciden en que este soldado conscripto argentino cambió de posición constantemente, negándose a rendirse; inclusive cuando un cuadro argentino capturado le ordenó hacerlo. Hasta que fue abatido por una combinación de cohetes antitanque. Este soldado conscripto causó una serie de problemas para los atacantes británicos, y la Guardia Escocesa en un momento disparó e hirió al capitán Keith Swinton, el oficial de observación de artillería agregado a los gurkhas, creyendo que era el soldado argentino. Según Dhanbahadur Rai:

A la mañana siguiente empezamos a movernos hacia adelante. El oficial al mando y el comandante de pelotón antitanque Milan y el oficial de observación adelantado comenzaron a subir arriba y les dispararon un tiro de fusil. Nuestro comandante gritaba «¡Al suelo! Alguien abrió fuego!» El oficial de observación adelantado estaba de pie y mirando y el segundo disparo le dio en el pecho.

Este soldado fue muerto en la ladera este del monte, denominada «La Terraza». Demoró el avance de los británicos mientras sus compañeros se replegaban seguros.
Después de haber combatido junto con su pelotón en Tumbledown, el subteniente La Madrid ingresó a Puerto Argentino en la mañana del 14 de junio. Del pelotón de cuarenta y siete soldados y cuadros que él había conducido en la pasada madrugada, veinticuatro habían sido muertos, heridos o hechos prisioneros.
El teniente de corbeta Miño llegó a Puerto Argentino herido, con la ayuda de un conscripto de su sección anfibia. El teniente de fragata Jorge Marquardt quien era el jefe de Miño luego declararía que este se presentó en el Comando de la Compañía de Ingenieros para «informar de las novedades y recibir nuevas directivas». Su jefe al ver Miño malherido lo derivó al Hospital Militar de inmediato.
Las bajas británicas combatiendo contra la 3.ª Sección de la Compañía B del RI 6 y la 5.ª Sección de la Compañía N del BIM 5 fueron dos muertos y treinta y dos heridos —doce de los cuales fueron gurkhas—.

## El último combate
A las 10:00 del 14 de junio se ejecutó un repliegue ordenado hacia Puerto Argentino pasando por Sapper Hill. En el repliegue murieron combatiendo un suboficial del puesto de comando del capitán Robacio, un soldado conscripto de la Compañía de Ingenieros Anfibios en Felton Stream y un soldado conscripto del Pelotón de Morteros del suboficial Elvio Ángel Cune en Monte William. Los efectivos de Robacio replegaron ordenadamente a la colina que reforzaron con ametralladoras. Allí la Compañía Nácar ocupó nuevas posiciones defensivas, incluidos los efectivos de Jaimet. Mientras ocupaban una posición en las laderas de Sapper Hill para apoyar la retirada en Wireless Ridge, cayeron muertos dos miembros de la Compañía B Peribebuy (Luis Jorge Bordón y Walter Ignacio Becerra). Según el jefe de la Compañía D del 2 PARA, mayor Philip Neame:

Había estado tratando de conseguir misiones de fuego contra las tropas amontonadas que se retiraban, pero me dijeron que no había artillería disponible. Se me estaba agotando la paciencia, porque se suponía que yo tenía que tener dos baterías como prioridad a mi disposición. Aquí estaba una oportunidad de oro que se estaba perdiendo. Supuse que el enemigo se retiraba para reagruparse en Sapper Hill y lo último que quería era otra gran batalla. Al final nos dieron la artillería y comenzamos a abrir fuego con todo lo demás que teníamos también. Pero tan pronto como abrimos fuego recibimos fuego de artillería muy preciso en nuestra propia posición. Supuse que se estaban ajustando a nuestras  bocas de fuego, así que ordené  a toda la compañía que dejara de disparar con sus armas livianas. Decidí que la única manera de seguir luchando esta batalla era con la artillería, de lo contrario íbamos a tener un montón de mugre sacudidos de nosotros mismos. El jefe del Batallón entonces se acercó y no podía entender esto - él sentía que debíamos haber estado disparando con todo lo que teníamos y traté de explicar lo que mis consternaciones eran, pero él me ordenó seguir disparando con todo lo que tenía. Muy cautelosamente ordené sólo dos ametralladoras para abrir fuego para evitar exponer nuestra propia posición. Las ametralladoras abrieron fuego y nada volvió a nosotros así que me sentí un idiota absoluto! Lo que por supuesto había sucedido fue que durante mi conversación con el CO los argentinos habían tirado la toalla.

Esa mañana, una patrulla del Cuadro de Guerra de Montaña y de Ártico se adelantó a las laderas de Sapper Hill, después de cruzar un campo minado completamente congelado. A las 13:05 se produjo el último combate el día 14 en la posición de retaguardia de Tumbledown en Sapper Hill. Las Compañías Alfa y Charlie del Batallón de Comandos 40 encargadas de tomar Sapper Hill contaban con tanques livianos —Tropa 4 de los Blues & Royals— y vehículos de transporte Volvo BV202 Snowcat), artillería y seis helicópteros Sea King. La Compañía Mar, en la forma de la 1.ª Sección de Fusileros del guardiamarina Marcelo Mario Davis y la 3.ª Sección de Fusileros del guardiamarina Alejandro Koch resistieron. Inicialmente la Compañía Number 2 de Guardias Galeses del mayor Christopher Drewry tuvo que retroceder en la mañana. Según el segundo jefe de la Compañía Mar, teniente de fragata Júlio César Binotti:

Caía una lluvia de bombas, de artillería terrestre y naval de los ingleses. Era casi el mediodía, cuando la unidad finalizó su repliegue. Nosotros la seguíamos cubriendo. De repente escuchamos la aproximación de dos helicópteros, que pasaron y se detuvieron detrás de unos contenedores de munición. Allí bajaron ingleses que empezaron a hacernos fuego de morteros … En ese momento la actuación más destacada la cumplió el guardamarina Koch, que era el jefe de la tercera Sección. Cuando ya tenía la orden de desprenderse, este oficial agarró su ametralladora, disparó con todo y permitió el repliegue de sus hombres, batiendo con fuego al enemigo. Le dio a un helicóptero, que quedó echando humo por ahí, delante de él mismo. Hizo que los ingleses retrocedieran y cayeran en un campo minado … El otro helicóptero inglés fue bajado por la Browning cal. 12,7 del suboficial Vaca, mientras las ametralladoras y tiradores de la segunda sección también abrían fuego. Cuando le ordené al guardiamarina Davis: «¡Listo, nos vamos!», él todavía estaba pensando en el contraataque, y salió disparando hacia el frente, o sea al revés … Es que Davis y sus hombres estaban listos para largar el contraataque. Fue impresionante su actitud ofensiva … A eso de las dos de la tarde del 14 de junio llegamos al pueblo. Allí nos confirmaron que todo había terminado. Que no se podía pelear más. Entonces destruimos todas nuestras piezas: armas, visores, todo. La bandera de nuestra Compañía Mar fue a encontrarse con su nombre, bien al fondo del mar.

Cuenta el teniente Harry Benson del Escuadrón Aeronaval 846:

En la parte trasera del Sea King había infantes de marina reales de la Tropa 9 del 40 de Comandos. Al girar la gran aeronave un poco antes de la cumbre, las tropas argentinas abrieron fuego con ametralladoras y morteros. El avión sacudió de averías sufridas por el lado de babor … Su ruido era ensordecedor mientras las tropas se derramaron por afuera, no del todo claro dónde estaban, pero muy conscientes de que estaban en contacto con el enemigo. En segundos, el Sea King se levantó y despejó hacia el sur.

De acuerdo al cabo Chris Petty de la Tropa 9:

Antes de que tuviéramos la oportunidad de aterrizar correctamente, todo el lado izquierdo del helicóptero se derrumbó por adentro con pedazos volando por todas partes. El ruido era ensordecedor … y los chicos comenzaron saltando afuera del helicóptero, tratando de encontrar cobertura e identificar dónde se encontraban. Habíamos aterrizado en un pequeño camino de color claro en el medio de la nada y los helicópteros aún estaban siendo sacudido a tiros.

Las mochilas de varios británicos fueron sacudidas por balazos y dos marines reales —de la Tropa 9 del teniente Carl Bushby— fueron alcanzados por el fuego argentino y levemente heridos según el historiador británico James Ladd:

La Tropa 9 fue inadvertidamente dejado a tres kilómetros al este de la zona de aterrizaje planeada, y se encontraban en Sapper Hill. Dos infantes de marina resultaron heridos levemente cuando los argentinos dispararon contra ellos, mientras estos últimos se retiraban.

El autor británico Geoffrey Underwood ha escrito:

El infante de marina Vince Comb, de diecisiete años y medio y el hombre más joven en la tropa, era el ametrallador y fue alcanzado por las balas en la muñeca y el brazo. Fue reemplazado inmediatamente en la ametralladora y dos marines reales le dieron morfina y los primeros auxilios.

Según los corresponsales de guerra británicos Patrick Bishop y John Witheroe, otros dos marines británicos resultaron gravemente heridos, uno sufriendo una herida de bala en la pierna y otro siendo alcanzado en la cabeza:

Dos marines estaban yacidos a un lado del camino. Uno tenía un parche enrojecido extendiéndose a través del pantalón de su pierna y el otro tenía una mancha sangrienta coagulada en su cabeza. Los enfermeros médicos estaban inclinados sobre ellos murmurando palabras de aliento. Subimos a un tanque Scorpion y alcanzamos a los comandos adelantados que bordeaban la base de Sapper Hill. Los argentinos en retirada habían disparado contra ellos cuando abandonaron los helicópteros y hubo un tiroteo que duró veinte minutos.

Tres combatientes de la Compañía Mar fueron muertos en el intercambio de fuego con la Tropa 9. Hubo varios marines británicos baleados y la Tropa 7 también sufrió bajas cuando un teniente junto con un soldado raso pisó minas, lo que atrajo el fuego del pelotón de morteros de ciento veinte milímetros de la Compañía C del capitán Ramón Alberto Varela en las laderas de Sapper Hill. Un sargento de la Tropa Cóndor, también resultó gravemente herido al abrir camino para el 45 Commando por un campo minado en su aproximación a Sapper Hill. Dos helicópteros Sea King fueron puestos fuera de acción por el fuego de ametralladora del suboficial Miguel Ángel Vaca y una granada de fusil lanzada por el cabo Carlos Jorge Sini aunque estaba herido.
En la confusión del último combate, el Sea King piloteado por el príncipe Andrés de York con quince infantes de marina reales a bordo se vio obligado a aterrizar en un camino de tierra a solo unos metros de un campo minado y un vehículo Weasel tomó un giro equivocado y detonó una mina antitanque cerca de Sapper Hill.

Pasamos a través de una mina. Fui lanzado por el techo y el vehículo saltó y cayó por el lado de su puerta por la explosión
Mayor Brian Armitage, quien tuvo que ser evacuado por un helicóptero sanitario.

Las guardias escoceses habían sufrido 9 muertos y 47 heridos tomando Tumbledown.
Ocho fusileros gurkhas de la Compañía D resultaron heridos por fuego de la artillería argentina y tuvieron que ser evacuados. Seis marines reales fueron  también heridos en los últimos tiroteos y campos minados de la colina Zapador (Sapper Hill).
Los argentinos por su parte sufrieron numerosas bajas, aunque el número exacto se desconoce aunque se calcula en unos ciento treinta hombres.

## Condecoraciones otorgadas
El teniente de corbeta Carlos Vázquez fue condecorado con la Medalla al Valor en Combate por: «Dar prueba de poseer un excepcional valor en combate, dando ejemplos a los efectivos bajo sus órdenes al permanecer en sus puestos luego de haber contribuido a rechazar, en por lo menos tres oportunidades el ataque enemigo, infringiéndoles numerosas bajas». Visto el expuesto por la Comisión Permanente de Condecoraciones y distinciones al Personal, Unidades y Organismos; la Resolución del jefe del Estado Mayor de la Armada 295/15, con fecha 16 de noviembre de 2015, sustituyó la condecoración otorgada al teniente Vázquez por la de Cruz al Heroico Valor en Combate. Modificando el texto de la condecoración del suboficial segundo Julio Saturnino Castillo, y otorgando las condecoraciones La Nación Argentina al Valor en Combate al cabo segundo Amílcar Tejada, soldado clase 1962 Ramón Rotela, soldado clase 1962 Víctor Julio Gasko, soldado clase 1962 Jorge Ricardo Sánchez, soldado clase 1962 Héctor Horacio Chávez y la Cruz de Bronce al Mérito Naval al soldado clase 1962 Pablo Rodríguez. Asimismo se incorporó en las Efemérides de la Armada Argentina el combate de la cuarta sección a fin de reconocer la entrega y valor de todos sus integrantes.

## Expresiones artísticas y homenajes
- El 30 de mayo de 1988 se estrenó la película Tumbledown, dirigida por Richard Eyre, que se basa en las experiencias vividas por el entonces teniente Robert Lawrence, quien fue gravemente herido durante el combate. Obtuvo, entre otros, el premio otorgado por la Royal Television Society al mejor actor por la actuación realizada por Colin Firth en el papel del teniente Lawrence.[62]
- En 1989 se estrenaría Resurrected del director Paul Greengrass que al igual que Tumbledown, se basa en la historia del soldado Philip Williams quien quedó traumatizado por la lucha en monte Tumbledown y terminó perdido siete semanas en las islas. La cinta refleja su regreso al Reino Unido y la tortura que recibió de parte de sus propios camaradas de armas.
- Durante 2012, el periodista argentino Nicolás Kasanzew[63] escribió un tango llamado Las Termópilas de Carlos Daniel Vazquez, el cual es cantado por Carlos Longoni.[64]
- En el lugar del combate se instaló una cruz en homenaje a los combatientes que ofrendaron su vida en aquel lugar.
- Dos artistas británicos han representado el combate en dos pinturas, una de Mark Churms.[65] y la otra de Terence Cuneo.[66]
- En Inglaterra se creó una asociación de Familiares y Veteranos del Combate de Monte Tumbledown.[67]
- El maestro de la banda del 2.º Batallón de la Guardia Escocesa (Pipe Major James Riddell) una vez finalizado el combate, estando en la cima de Tumbledown, compuso una marcha llamada “The Crags of Tumbledown Mountain”.[68]
- También se ha escrito una oda en honor a los caídos:

| It was the Guardsmen of the Crown Who scaled the Heights of Tumbledown/Destartalado And fought that night a bloody fight To see victory by dawn's first light. From crag to crag amongst the rock, They skirmished on, numbed by shock. Through shell and mortar fire they moved, Till at last the ground they'd proved Port Stanley lay there...just ahead, As they began to count their dead. But where the glory, where the pride, Of those eight brave men who died? They who made that lonely sacrifice And through each death paid the total price In their final and heroic act, Did surely speed the warring parties pact. Each one who there his life laid down, Saved countless others from their own unknown. So those of you who live to talk, Let your pride hover as does the hawk. And never let men these acts forget, Nor the memory of our dead neglect, But once returned across this vast sea, Remember then just what it was to be.... A Scots Guardsman. | Fue la Guardia de la Corona quien escaló las alturas de Tumbledown/Destartalado y peleó esa noche una pelea sangrienta para ver la victoria con la primera luz del amanecer. De risco en risco entre la roca, ellos se enfrentaron en, entumecidos por el shock. A través de los proyectiles y el fuego de mortero se movían, Hasta que por fin la tierra que habían probado Puerto Stanley estaba allí... justo por delante, cuando empezaron a contar sus muertos. ¿Pero dónde la gloria, dónde el orgullo, de esos ocho hombres valientes que murieron? Ellos hicieron un solitario sacrificio y a través de cada muerte pagó todo el precio en su acto final y heroico, seguramente aceleraron el pacto de las partes en conflicto. Cada uno que allí su vida ha fijado, muchos otros salvados de sus propios desconocidos. Así que aquellos de ustedes que viven para hablar, dejen que su orgullo se libere como lo hace el halcón. Y nunca dejen que los hombres olvidan estos actos, ni el recuerdo de nuestra negligencia (que hizo que muriesen), pero una vez devuelto a través de este vasto mar, recuerden a continuación, sólo lo que él era... Un soldado de la Guardia Escocesa.” |
- En 2017 se estrenó la película: Soldado argentino solo conocido por Dios. El soldado conscripto Pedro fue protagonizado por un actor argentino.

### Citas
1. ↑  «Conflicto del Atlántico Sur- Malvinas 1982». Consultado el 7 de diciembre de 2016.
2. ↑  Los argentinos perdieron unos 30 hombres, unos 70 fueron heridos y otros 30 fueron hechos prisioneros. Cañones y misiles en la Guerra de Las Malvinas, David Díaz Cabo, p. 128, HRM Ediciones, 2015
3. 1 2  14 June: Argentine forces surrender
4. ↑  Falklands war anniversary: Soldiers' last days at war
5. ↑  Legacy
6. ↑  The 72-hour battle that won the Falklands War
7. 1 2  Entrevista N° 331: Capitán de Navío IM (R) VGM Eduardo Galliussi - BIM 5
8. 1 2  Sargento Thomas MacGuinnes: En este combate, yo calculo que habíamos sufrido un 50 o 60 por ciento de bajas ... Unos otros 10 o 20 por ciento de ellos pensaron que eran bajas y simplemente se quedaron tirados allí. War in the Falklands British Marines Fighting against Argentine Marines (disponible en YouTube)
9. ↑  The final GR.3 to be lost was XZ989 flown by Peter Squire, which suffered a power loss on returning to the matted landing site; his aircraft hit the ground rather hard, irretrievably damaging it. BAE/McDonnell Douglas Harrier, Andy Evans, p. 75, Crowood Press, 1988
10. 1 2  «These new fits, however, did not prevent XW919 and its pilot Flt Lt Murdo McLeod from sustaining small arms hits on 12 June, causing a fire on recovery and effectively ending the career of one of the replacement aircraft.» BAE/McDonnell Douglas Harrier, Andy Evans, p. 75, Crowood Press, 1998
11. ↑  «On landing, they were subjected to a fierce fusillade of small arms fire. Both helicopters took a number of hits but miraculously remained airworthy ... Andy dropped off medics to treat the wounded and pressed on to Sapper Hill, now in the company of a couple of Scimitar light tanks from the Blues and Royals. Further fire missions were called to destroy the fleeing Argentines, but these too were denied as reports started coming of white flags being raised over Stanley.» The Yompers: With 45 Commando in the Falklands War, Ian Gardiner, Pen & Sword, 2012
12. ↑  Mike Seear (2012). «9». Return to Tumbledown. ISBN 978-1-905510-39-9.
13. ↑  roarvivas
14. ↑  Max Hastings; Simon Jenkings (1983). The Battle for the Falklands. p. 301. «The action continued for more than two hours. His requests for direct support from the Blues and Royals could not be met, since they felt unable to advance further through the minefield. At last, the enemy positions fell silent. Bethell decided that he had contributed all that could possibly be expected of a diversionary attack.».
15. ↑  El grupo fantasma (enlace roto disponible en Internet Archive; véase el historial, la primera versión y la última).
16. ↑   2SG Tumbledown Falklands (disponibe en Youtube)
17. ↑  Nick van der Bijl; David Aldea (2003). 5th Infantry Brigade in the Falklands War (en inglés). p. 188. «Cuando los informes llegaron al mayor Rico en la sede de la Agrupación Ejército Malvinas que blindados británicos estaban avanzando desde el oeste, a lo largo del camino Fitzroy-Stanley, la 3.ª Sección de Asalto del capitán Ferrero de la Compañía de Comandos 602 se preparó para enfrentar a la amenaza.»
18. ↑  La Sección Marinería en Camber
19. ↑  «La defensa aérea de la infantería de marina cubría tres sectores alrededor de Puerto Argentino, cada uno con cuatro cañones de 30 mm con 2500 metros de alcance y un misil Tiger Cat que llegaba hasta los 4800 metros.» Malvinas: La defensa de Puerto Argentino, Oscar Luis Jofre, Félix Roberto Aguiar, p. 81, Editorial Sudamericana, 1987
20. ↑  5th Infantry Brigade in the Falklands 1982, Nicholas Van der Bijl, David Aldea, p. 218, Leo Cooper, 2003
21. ↑  Harrier: Ski-Jump to Victory, John Godden, p. 29, Brasseys, 1983
22. ↑  «The final GR.3 to be lost was XZ989 flown by Peter Squire, which suffered a power loss on returning to the matted landing site; his aircraft hit the ground rather hard, irretrievably damaging it.» BAE/McDonnell Douglas Harrier, Andy Evans, p. 75, Crowood Press, 1988
23. ↑  Desde el frente, Carlos H. Robacio, Jorge Hernandez, p. 180, Centro Naval, Instituto de Publicaciones Navales, 1996
24. ↑  Tony Smith: «Les Harris, Assistant Superintendent at the Power Station, with the rest of the staff… about 9 this morning… were having a brew of tea when the Argentines fired a Tiger Cat missile, from the launcher just to the back of them, at a Harrier. This exploded prematurely, sending chunks of it through the power-house roof. The Harrier dropped a cluster bomb, the nose of which also went through the roof, landing in the station and bringing the tea-break to an abrupt end.» John Smith, 74 Days: An Islander's Diary of the Falklands Occupation, p. 229, Century, 1984
25. ↑  During the early morning of 12 June No 1 (F) Squadron flew three paired sorties against positions on Sapper Hill. In the second, at about 10am, Squadron-Leader Peter Harris and Flight Lieutenant Murdo Macleod met with resistance and Macleod's aircraft was damaged. First reports suggested a bullet, but an eyewitness indicated it was a Tigercat missile prematurely exploding near the aircraft, which caused substantial damage to the engine and showered the powerhouse roof with shrapnel. Nick Van der Bijl, David Aldea, 5th Infantry Brigade in the Falklands, p. 205, Leo Cooper, 2003
26. ↑  «La difesa argentina replicò con prontezza, danneggiando un Harrier con un obsoleto missile Tigercat, che esplose dietro il suo bersaglio». Rivista aeronautica, p. 110, Ministero dell'aeronautica, tomo 18, 2005
27. ↑  Razor's Edge: The Unofficial History of the Falklands War, Hugh Bicheno, p. 288, Phoenix, 2007
28. ↑  Gavshon, Arthur y Desmond Rice. The Sinking of the Belgrano, p. 47, Secker & Warburg, 1984.
29. ↑  "Not only were the enemy well dug in on these slopes, but they were also using Tumbledown to direct deadly artillery fire onto Mount Longdon, which had recently been seized by 3 Para." Born For War: One SAS Trooper's Extraordinary Account of the Falklands War, Tony Hoare, p.?, Hachette, 2022
30. ↑  The Elite: The World's Greatest Fighting Men, Ashley Brown y Jonathan Reed, p. 125, National Historical Society, 1989.
31. ↑  Homenaje a los caídos en Malvinas del regimiento 4
32. ↑  At about 3.00 am, O Company moved back from Pony Pass to the saddle linking Tumbledown and Mount William. The Scots Guards were now facing three companies, the Marine N and O Companies and B Company, 6th Infantry Regiment. Victory in the Falklands, Nick van der Bijl, p. 203, Pen and Sword, 2007
33. ↑  Patrick Bishop, John Witherow, The Winter War: Falklands Conflict, p. 133
34. ↑  Los dos lados de la batalla
35. ↑  We Are Soldiers: Our Heroes. Their Stories. Real Life on the Frontline, p. ?, Danny Danziger, Hachette Digital, Inc., 2010
36. ↑  Malvinas se sumó al rodaje de la nueva producción de Elida López
37. ↑  War in the Falklands British Marines Fightin against Argentine Marines 1982
38. ↑  The Fight For The Malvinas, Martin Middlebrook pp. 260-262, Viking, 1989
39. 1 2  The Gurkhas: Special Force, Chris Bellamy, p. ?, Hachette, 2011
40. ↑  Según la estimación del general Jofre, el pelotón de Vilgré La Madrid sufrió la pérdida de cinco muertos. (Malvinas: La Defensa de Puerto Argentino, Oscar Luis Jofre y Félix Roberto Aguiar, p. 262, Ed. Sudamericana, 1987)
41. ↑  «Un héroe, todos los héroes». La Nación. 3 de abril de 2011.
42. ↑  Cole Moreton (25 de marzo de 2012). «The Falklands heroes who found peace hard to win». The Telegraph (en inglés).
43. ↑  Un héroe, todos los héroes
44. ↑  «Major Phil Neame's Personal Account of the Falklands War». Archivado desde el original el 21 de agosto de 2015. Consultado el 27 de mayo de 2017.
45. ↑  Recce squad leader recalls fight for the Falklands
46. ↑  «Although the attack was to be carried out in daylight, Rickett was assured of support from Harriers, and by 3 Troop, the Blues and Royals.» A Companion to the Falklands War, Gregory Fremont-Barnes, The History Press, 2017
47. ↑  «After some time an explosion was heard. A Royal Marine had stepped on a mine, followed by another a few minutes later. Our troop then cleared a safe line through the minefield. Once through, we dug in at the base of a hill, only to find that it was still occupied by Argentine troops. So back we went to our original positions, this time around the minefield.» Craftsmen of the Army: The Story of the Royal Electrical and Mechanical Engineers (Vol II 1969-1992, Volumes 1969-1992), J M Kneen, D J Sutton, p 449, Pen & Sword, 1997
48. ↑  Los locos de Sapper Hill (enlace roto disponible en Internet Archive; véase el historial, la primera versión y la última).
49. ↑  Malvinas: 20 años, 20 héroes, p. 328, Fundación Soldados, 2002
50. ↑  Harry Benson, Scram!: The Gripping First-Hand Account of the Helicopter War in the Falklands, pp. 353-354, Random House, 2012
51. ↑  Nick van der Bijl, Victory in the Falklands, p.223, Pen and Sword, 2007
52. ↑  James D. Ladd, By Sea, by Land: The Royal Marines 1919-1997: An Authorised History, p. 42, HarperCollins, 2000
53. ↑  Geoffrey Underwood, Our Falklands War: The Men Of The Task Force Tell Their Story, p. 42, Maritime Books, 1983
54. ↑  The Winter War, Patrick Bishop, John Witheroe, HarperCollins, 2012
55. ↑  Condor Troop History 1980/1989
56. ↑  Prince Andrew landed near minefield
57. ↑  Our Falklands war: The Men of The Task Force Tell Their Story, Geoffrey Underwood, p.70, Maritime Books, 1983
58. ↑  Two veterans who fought in Falklands meet 40 years on from war
59. ↑  Falklands War: Scots veterans reunited for first time in 40 years
60. ↑  Gurkhas and the Falklands War
61. ↑  Tumbledown, Wireless Ridge, & Sapper Hill
62. ↑  https://www.youtube.com/watch?v=4kJt_GV4FPc
63. ↑  http://www.military-art.com/mall/images/800s/dhm0750.jpg
64. ↑  http://www.military-art.com/mall/images/800s/dhm0892.jpg
65. ↑  «Copia archivada». Archivado desde el original el 26 de agosto de 2014. Consultado el 13 de septiembre de 2014.
66. ↑  https://www.youtube.com/watch?v=6gsr2dnj3po

- Datos: Q4582489
- Multimedia: Battle of Mount Tumbledown / Q4582489